# 海豐子郭氏祠堂
海豐子郭氏祠堂是臺灣嘉義縣新港鄉海瀛村內郭姓居民的祠堂，依其源流又可稱為汾陽家廟。郭氏祠堂建於大正4年（1915年）左右，由郭榮、郭前提議建立祠堂，祠堂香火及維護費用來源為郭氏田地的收益。郭氏祠堂的建立，對郭氏族人而言有重要的意義。

## 沿革
海豐子位於臺灣嘉義縣新港鄉的一個傳統地域名稱，在日治時期隸屬於打貓南堡。此地的郭氏家族來自原籍廣東省惠州府海豐縣全（金）錫都郊社勺山邊鄉人氏，由郭兆陽、郭兆麟二兄弟於清康熙年間率先渡海來臺，到嘉義打貓南堡（今嘉義縣大林鎮明華里）拓墾。
1999民國88年921、1022的兩次大地震，郭氏祠堂受損嚴重。因此郭姓族人召開家族會議討論，經歷多次爭執，最終達到採取古法的共識。

## 建築特色
郭氏祠堂其特別之處在於木造結構，木架構爲十二架四柱的穿斗式結構。屋脊為馬背不同一般祠堂的燕尾脊，正廳牆壁為板壁，圓柱木材為福杉。。
正廳的牆壁為青藍色，及部分的粉紅色，正廳前的柱子上搭配對聯。台基為卵石砌，地面以紅磚為底，內部共有三間，正堂的牆面由磚砌的花窗及斗砌的磚牆所組成；次間窗戶為木直櫺方窗，其下為平砌紅磚牆。
大門門楣上懸掛著「汾陽家廟」的古匾，汾陽為郭氏的堂號。正廳的門聯以「汾陽」二字為首：「汾水無邊朗映吾宗積德，陽春有腳虛開奕世修心」。對聯由前清秀才林維朝撰寫，修復後，由洪大川書寫。